# یواس‌اس گابیلان (اس‌اس-۲۵۲)
یواس‌اس گابیلان (اس‌اس-۲۵۲) (به انگلیسی: USS Gabilan (SS-252)) یک زیردریایی بود که طول آن ۳۱۱ فوت ۹ اینچ (۹۵٫۰۲ متر) بود. این زیردریایی در سال ۱۹۴۳ ساخته شد.